# 카페 벨에포크
카페 벨에포크(La belle epoque)는 프랑스에서 제작된 니콜라스 베도스 감독의 2019년 코미디, 드라마 영화이다. 다니엘 오떼유 등이 주연으로 출연하였다.

## 출연

### 주연
- 다니엘 오떼유
- 기욤 까네
- 도리아 틸리에
- 화니 아르당

### 조연
- 삐에르 아르디티
- 드니 포달리데스
- 미카엘 코헨
- 리지 브로체르
- 토마 시메카
- 크리스티안 밀렛

## 제작진
- 음향: 쟝-폴 허리어
- 사운드슈퍼바이저: 세브린 파브리아우
- 미술: 스테판 로젠바움
- 시각효과: 미카엘 탕기
- 의상: 엠마뉴엘 유치노브스키
- 배역: 엠마뉴엘 프레보스트